# 1499
Пізнє Середньовіччя •  Відродження •  Доба великих географічних відкриттів •  Ганза •  Ацтецький потрійний союз •  Імперія інків

## Геополітична ситуація
Османську державу очолює Баязид II (до 1512). Королем Німеччини є Максиміліан I Габсбург. У Франції королює Людовик XII (до 1515).
Середню частину Апеннінського півострова займає Папська область, південь належить Неаполітанському королівству. Могутніми державними утвореннями півночі є Венеційська республіка, Флорентійська республіка, Генуезька республіка та герцогство Міланське.
Кастилія і Леон та Арагонське королівство об'єднані в Іспанське королівство, де правлять католицькі королі Фердинанд II Арагонський (до 1516) та Ізабелла I Кастильська (до 1504).
В Португалії королює Мануел I (до 1521).
Генріх VII є королем Англії (до 1509), королем Данії та Норвегії та Швеції Юхан II (до 1513), Королем Угорщини та Богемії є Владислав II Ягелончик. У Польщі королює Ян I Ольбрахт (до 1501), а у Великому князівстві Литовському княжить Александр Ягеллончик (до 1506).
Галичина входить до складу Польщі. Волинь належить Великому князівству Литовському. Московське князівство очолює Іван III Васильович (до 1505).
На заході євразійських степів від Золотої Орди відокремилися Казанське ханство, Кримське ханство, Ногайська орда. В Єгипті панують мамлюки. У Китаї править династія Мін. Значними державами Індостану є Делійський султанат, Бахмані, Віджаянагара. В Японії триває період Муроматі.
У Долині Мехіко править Ацтецький потрійний союз на чолі з Ахвіцотлем (до 1502). Цивілізація мая переживає посткласичний період. В Імперії інків править Уайна Капак (до 1525).

## Події
- Московія захопила Чернігів та Новгород-Сіверський.
- У Кракові підписано угоду, за якою Польща та Угорщина визнавали незалежність Молдавії.
- 21 травня Христофора Колумба, правителя Еспаньйоли (нині — острів Гаїті), звільнено з посади, і замість нього призначено Франсиско Бовадилью, який прибувши через рік на острів, заарештував Колумба й відправив до Іспанії в кайданах.
- 10 липня до Лісабона повернувся перший корабель експедиції Васко да Гами «Беріу», через два роки після старту. Сам Васко да Гама, котрому вдалося відкрити східний шлях до Індії, прибув на батьківщину у вересні.
- 22 вересня підписано Базельський договір, що завершував війну між імператором Максиміліаном I і швейцарськими конфедератами. Головним його результатом стало фактичне відокремлення Швейцарської конфедерації від Священної Римської імперії.
- Французький король Людовик XII одружився з удовою свого попередника Анною Бретонською.
- Французькі війська взяли Мілан, вигнавши з міста Людовіко Сфорцу.
- Франція частково захопила острів Корсика.
- Турки завдали важкої поразки Венеції в морській битві поблизу міста Лепанто, Греція.
- Турки захопили Чорногорію.
- Засновано Університет Алькали.

## Померли
- 23 листопада — В Лондоні повішено Перкіна Варбека, фламандського авантюриста, котрий видавав себе за Річарда, герцогоа Йоркського, сина англійського короля Едуарда IV.